# Avon Lake, Ohio
Avon Lake este un oraș din comitatul Lorain, statul Ohio, Statele Unite ale Americii. Populația era de 18.145 locuitori conform Census 2000.

## Geografie
Avon Lake se găsește la coordonatele 41°30′6″N 82°0′23″V / 41.50167°N 82.00639°V (41.501595, -82.006309). GR1